# Юр'ївський провулок
Юр'ївський провулок — провулок у Салтівському районі Харкова. Пролягає від Юр'ївської вулиці до Рижівської вулиці.

## Історія
Юр'ївський провулок з'явився в кінці XIX століття на землях колишніх садів. Отримав назву на засіданні міської думи 10 березня 1900 року.

## Будинки
- Будинок № 6 — Житловий будинок початку XX століття.
- Будинок № 8 — Житловий будинок, 1909 рік, архітектор Петро Величко.
- Будинок № 11 — Пам'ятка архітектури Харкова, охорон. № 633, 1910 рік. Власний будинок архітектора Петра Величка.

## Зображення

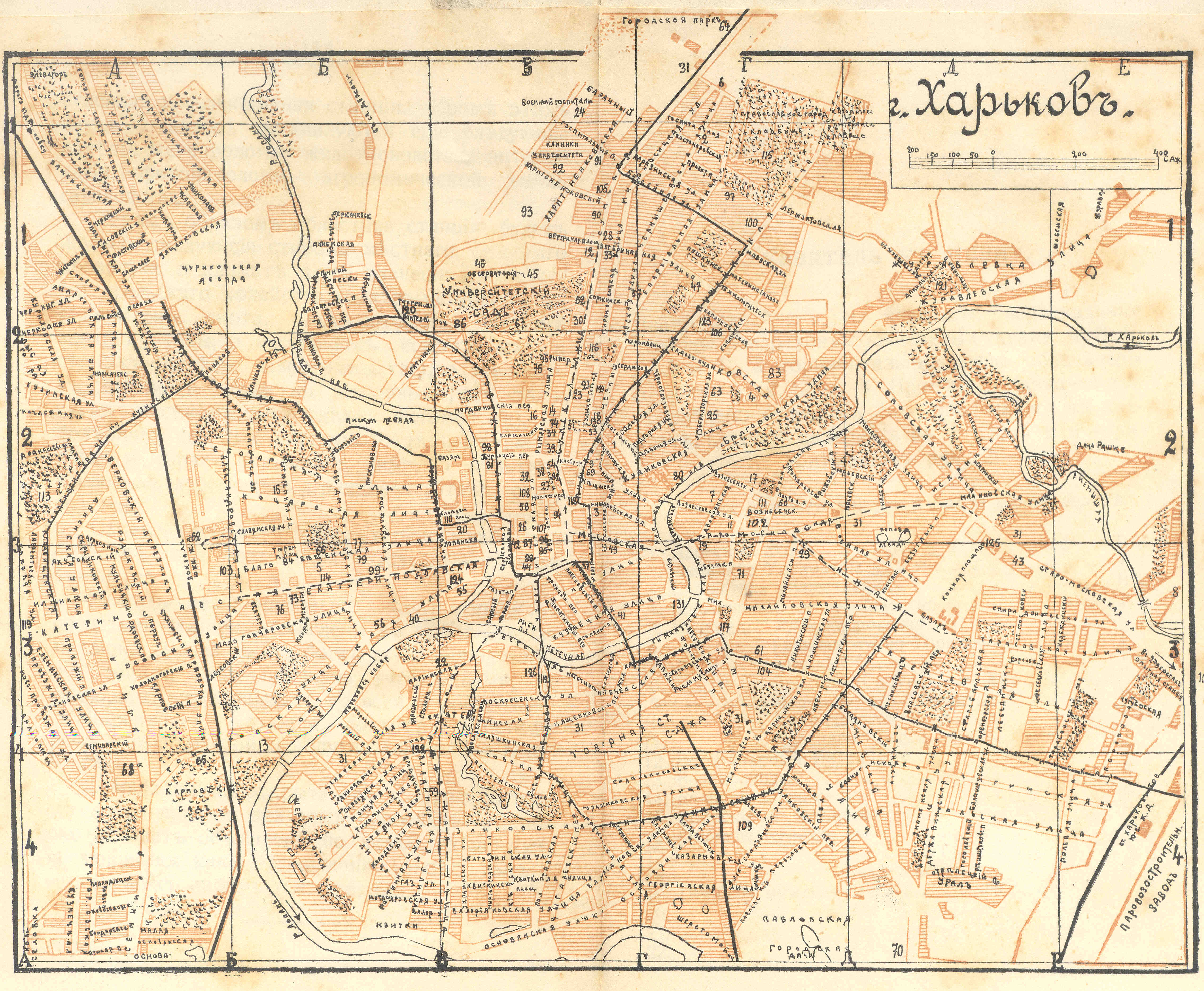
Мапа Харкова 1914 року. Сучасний Юр'ївський провулок пролягає північніше від показаного на цій мапі